# Манолич
Манолич (болг. Манолич) — село в Болгарии. Находится в Бургасской области, входит в общину Сунгурларе. Население составляет 1 200 человек.

## Политическая ситуация
В местном кметстве Манолич, в состав которого входит Манолич, должность кмета (старосты) исполняет Адем Мустафа Гази (Движение за права и свободы (ДПС)) по результатам выборов правления кметства.
Кмет (мэр) общины Сунгурларе — Георги Стефанов Кенов (Движение за права и свободы (ДПС)) по результатам выборов в правление общины.